# Amet Sound
Amet Sound (pierwotnie Frederick Bay) – zatoka (sound) cieśniny Northumberland Strait (w jej południowej części) w kanadyjskiej prowincji Nowa Szkocja, w hrabstwach Colchester, Cumberland i Pictou, na północ od wsi Tatamagouche.
Punkty graniczne głównej części zatoki wyznaczają przylądki: od południa – Peninsula Point, Weatherbies Point, Rocky Point, Angel Point, Long Point, od wschodu – Salisbury Point, od północnego wschodu – Archibalds Point, Reef Point, Cape John, a od północnego zachodu – Malagash Point. Nazwa zatoki pochodzi od położonej pomiędzy przylądkami Cape John i Malagash Point wyspy Amet Island, natomiast na mapach Josepha Fredericka Walleta Des Barresa z ostatniej ćwierci XVIII wieku występuje pod mianem Frederick Bay; nazwa Amet Sound urzędowo zatwierdzona 6 maja 1947.